# Mikrofluidik
Die Mikrofluidik beschäftigt sich mit dem Verhalten von Flüssigkeiten und Gasen auf kleinstem Raum. Dieses kann sich wesentlich von dem Verhalten makroskopischer Fluide unterscheiden, weil in dieser Größenordnung Effekte dominieren können, welche in der klassischen Strömungslehre oft vernachlässigt werden.

## Technik

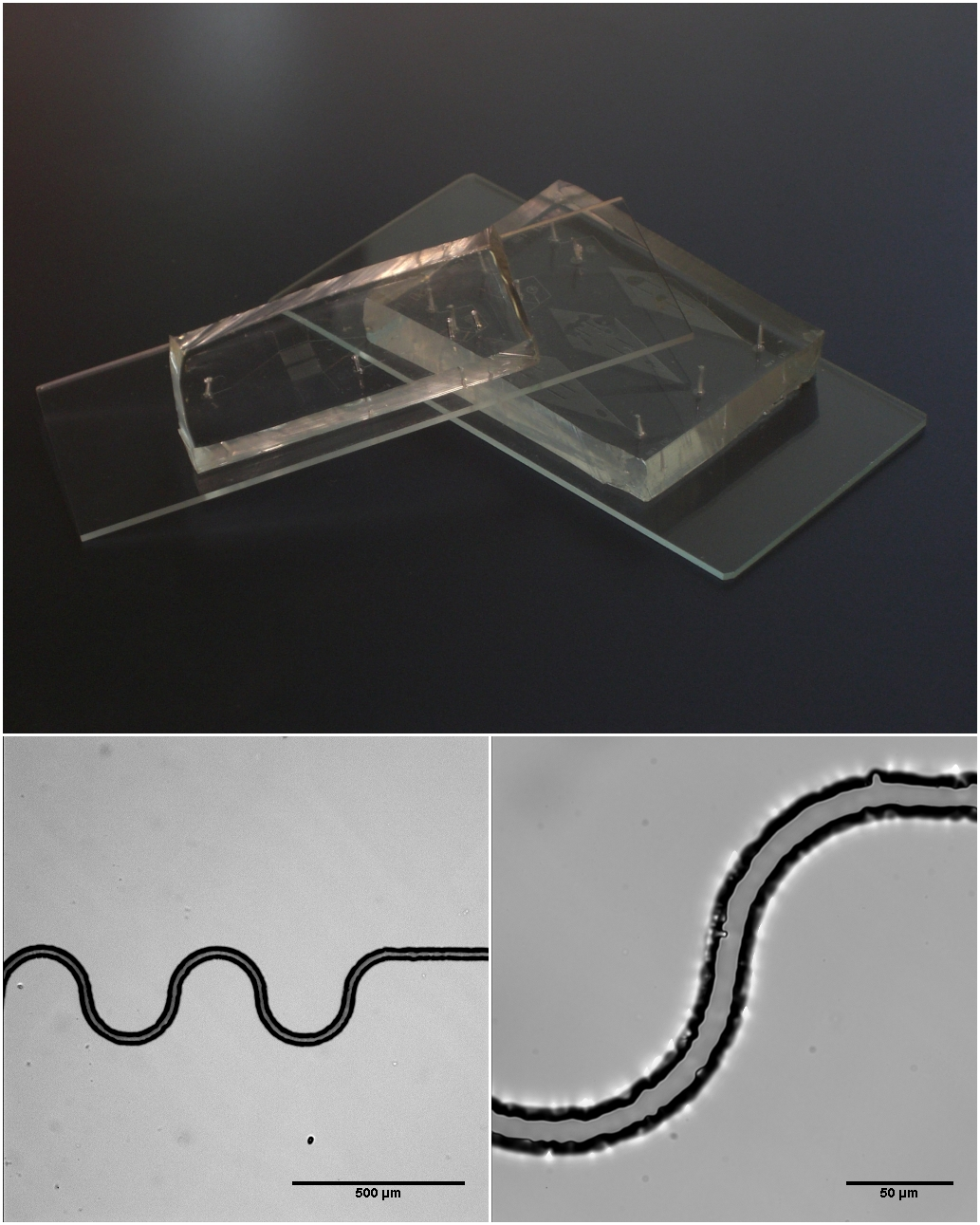
Mikrofluidik-Geräte aus Silikonkautschuk und Glas.
Oben: Bild der Teile
Unten: Foto und Mikroskopische Aufnahme eines Kanals von 15 µm Breite

Kleinste Mengen von Fluiden werden bewegt, gemischt, getrennt oder anderweitig prozessiert.

### Besonderheiten
- Reibungskräfte dominieren die Trägheitskräfte. Das entspricht einer Strömung bei kleinen Reynoldszahlen, es entsteht eine laminare Strömung ohne nennenswerte Turbulenzen. Dies erschwert das Mischen von Flüssigkeiten, welches ohne Turbulenz nur noch durch Diffusion möglich ist.
- Die mögliche Dominanz von Kapillarkräften gegenüber der Gewichtskraft. Dies drückt sich in einer kleinen Bond-Zahl aus und führt dazu, dass beim Transport sehr kleiner Flüssigkeitsmengen entgegen der Alltagserfahrung die Schwerkraft vernachlässigt werden kann.

### Passive Bewegung
Passive Bewegung kann beispielsweise über kapillare Fluidstrukturen erzeugt werden. Zusätzlich können auch externe Antriebsmechanismen wie z. B. rotierende Systeme zum Einsatz kommen, durch welche die Nutzung der Zentrifugalkraft als Antrieb des Flüssigkeitstransports möglich wird. Damit kann in rein passiven Fluidiksystemen eine gezielte Führung des Medientransports erreicht werden.

### Aktive Bewegung
Von einer „aktiven Mikrofluidik“ wird gesprochen, wenn die Manipulation der Arbeitsflüssigkeiten durch aktive (Mikro-)Komponenten wie durch Mikropumpen oder Mikroventile gezielt gesteuert werden. Mikropumpen fördern oder dosieren Flüssigkeiten, Mikroventile bestimmen die Richtung bzw. den Bewegungsmodus von gepumpten Medien. Mikromischer ermöglichen ein gezieltes Vermengen von Fluidvolumina.

## Konstruktion
Entsprechend der Anwendung/Anforderung kommen unterschiedliche Technologien und Materialgruppen zum Einsatz, wie beispielsweise Glas (auch fotostrukturierbares Glas wie zum Beispiel Foturan), Kunststoff oder Silikonkautschuk. Durch die fortgeschrittene Technik ist es inzwischen möglich, mikrofluidische Produkte sehr preiswert automatisiert herzustellen und deren Qualität zu sichern.

### Prototyping
Für die Herstellung von Prototypen wird häufig Polydimethylsiloxan (PDMS) mit Glas verbunden (siehe Rapid Prototyping), oder es werden zwei individuelle PDMS Halbteile miteinander verbunden, nachdem die Oberflächen mit reaktivem Sauerstoffplasma aktiviert, bzw. radikalisiert wurden. Eine neue Methode erlaubt auch, PDMS-PDMS Hybride zu machen, welche klare Seitenflächen haben und damit multi-angle imaging ermöglichen.
Die schnelle Herstellung von Prototypen für die Mikrofluidik mit einem speziellen Epoxy-Harz (SU-8) ist inzwischen auch mit einem 3D-Drucker möglich. Die Präzision des Verfahrens wird mit einem Musterstück, einem 24-Düsen-Druckkopf mit 100 µm-Düsen unter Beweis gestellt. Generell geht man seit 2016 davon aus, dass die aufwändige, weil mit viel Handarbeit verbundene Konstruktion von Mikrofluidik-Elementen aus PDMS vollständig durch Produkte aus dem 3D-Drucker ersetzt werden wird. Ein großer Vorteil von PDMS, wenn Mikrofluidik für die Kultivierung von Zellen genutzt wird, ist die Durchlässigkeit für Gase. Sie ist verglichen mit üblichen Materialien wie Polystyrol oder Glas um ein vielfaches höher. Hierdurch könnte eine ausreichende Versorgung der Zellen mit Sauerstoff gewährleistet werden, die in undurchlässigen Kanälen problematischer ist.
Die technische Dokumentation wesentlicher Bauteile ist inzwischen als Open Science Hardware verfügbar, nutz- und modifizierbar.

## Anwendungsgebiete
Anwendungen finden sich in vielen Gebieten der Biologie, Medizin und Technik, häufig unter dem Label Chip-Labor. Die heute bekannteste Anwendung der Mikrofluidik ist der Druckkopf für Tintendrucker.

### Zellkulturen
In mikrofluidischen Bauteilen werden einzelne Zellen, aber auch komplette Gewebe oder Organteile kultiviert und analysiert.

### Medikamentenforschung
Bei der Erforschung neuer Medikamente wird Mikrofluidik erfolgreich eingesetzt.

### Schnelltests
Technische Anwendungen gibt es in der Biotechnologie, Medizintechnik (speziell für point-of-care Diagnostik).

### Weitere Anwendungen
Weitere technische Anwendungen finden sich in Prozesstechnik, Sensortechnik, Pharma- und Lebensmittelindustrie sowie in der Lebensmittelanalytik.

## Form der Anwendung
Oft können Verfahren, die sonst in einem Labor durchgeführt werden, zur Steigerung der Effizienz und der Mobilität oder zur Verringerung der benötigten Substanzen auf einem einzelnen Chip, dem sogenannten Chiplabor, durchgeführt werden.

### Tropfenbasierte Mikrofluidik
Werden zwei nichtmischbare Flüssigkeiten gezielt durch einen Mikrokanal geschickt, so bilden sich Phasengrenzen aus und eine Flüssigkeit bildet Tropfen innerhalb der anderen. Dies bezeichnet man als tropfenbasierte Mikrofluidik oder digitale Mikrofluidik. Die tropfenbasierte Mikrofluidik stellt eine (teil-)serielle Alternative zu Mikrotiterplatten dar. Üblicherweise werden ganze Sequenzen von Tropfen erzeugt. Diese Tropfen stellen Versuchsgefäße dar, in denen chemische Reaktionen und biologische Prozesse untersucht werden. Auch für die logische Informationsverarbeitung können sie verwendet werden.

### Mikrofluidsegmenttechnik
Die Mikrofluidsegmenttechnik ist ein Spezialfall der tropfenbasierten Mikrofluidik. Sie wird u. a. für Partikelsynthesen, für kombinatorische Syntheseexperimente, in Durchfluss-Thermocyclern für die Polymerase-Kettenreaktion (PCR), in der Mikrodurchfluss-Kalorimetrie, für die Suche nach unbekannten Mikroorganismen und in der Mikrotoxikologie eingesetzt.